# Biočin
Biočin (cirill betűkkel Биочин), település Szerbiában, a Raškai körzethez tartozó Raška községben.

## Népesség
- 1948-ban 208 lakosa volt.
- 1953-ban 251 lakosa volt.
- 1961-ben 273 lakosa volt.
- 1971-ben 243 lakosa volt.
- 1981-ben 141 lakosa volt.
- 1991-ben 76 lakosa volt.
- 2002-ben 50 lakosa volt, akik közül 47 szerb (94%) és 3 ismeretlen.